# Potosa
Genre
Potosa est un genre d'opilions laniatores de la famille des Stygnopsidae.

## Distribution
Les espèces de ce genre sont endémiques du Mexique.

## Liste des espèces
Selon World Catalogue of Opiliones (06/10/2021) :
- Potosa dybasi Goodnight & Goodnight, 1947
- Potosa elsanto Cruz-López, 2018
- Potosa reddelli Cruz-López & Francke, 2015

## Publication originale
- Goodnight & Goodnight, 1947 : « Phalangida from Tropical America. » Fieldiana, Zoology, vol. 32, no 1, p. 1–58 (texte intégral).